# Cattedrale di Manchester
La cattedrale di Manchester, nota anche come cattedrale e collegiata di Santa Maria, San Dionigi e San Giorgio (in inglese The Cathedral and Collegiate Church of St Mary, St Denys and St George in Manchester) è la chiesa principale della diocesi anglicana di Manchester (Inghilterra).
L'architettura gotica perpendicolare originaria del XV secolo si è conservata, malgrado importanti restauri avvenuti in epoca vittoriana e successivamente dopo i bombardamenti della Seconda Guerra mondiale.